# Flor de Iguaçu
Grêmio Recreativo Escola de Samba Flor de Iguaçu é uma escola de samba de Nova Iguaçu. Sua sede fica na Rua Gama, no bairro da Cerâmica. Já teve como intérprete Tiganá

## História
A escola de samba foi fundada em 1982 pela empreendedora do samba Miranda, que comprou um terreno então pantanoso na Rua Gama e ali estabeleceu e quadra da Flor de Iguaçu.

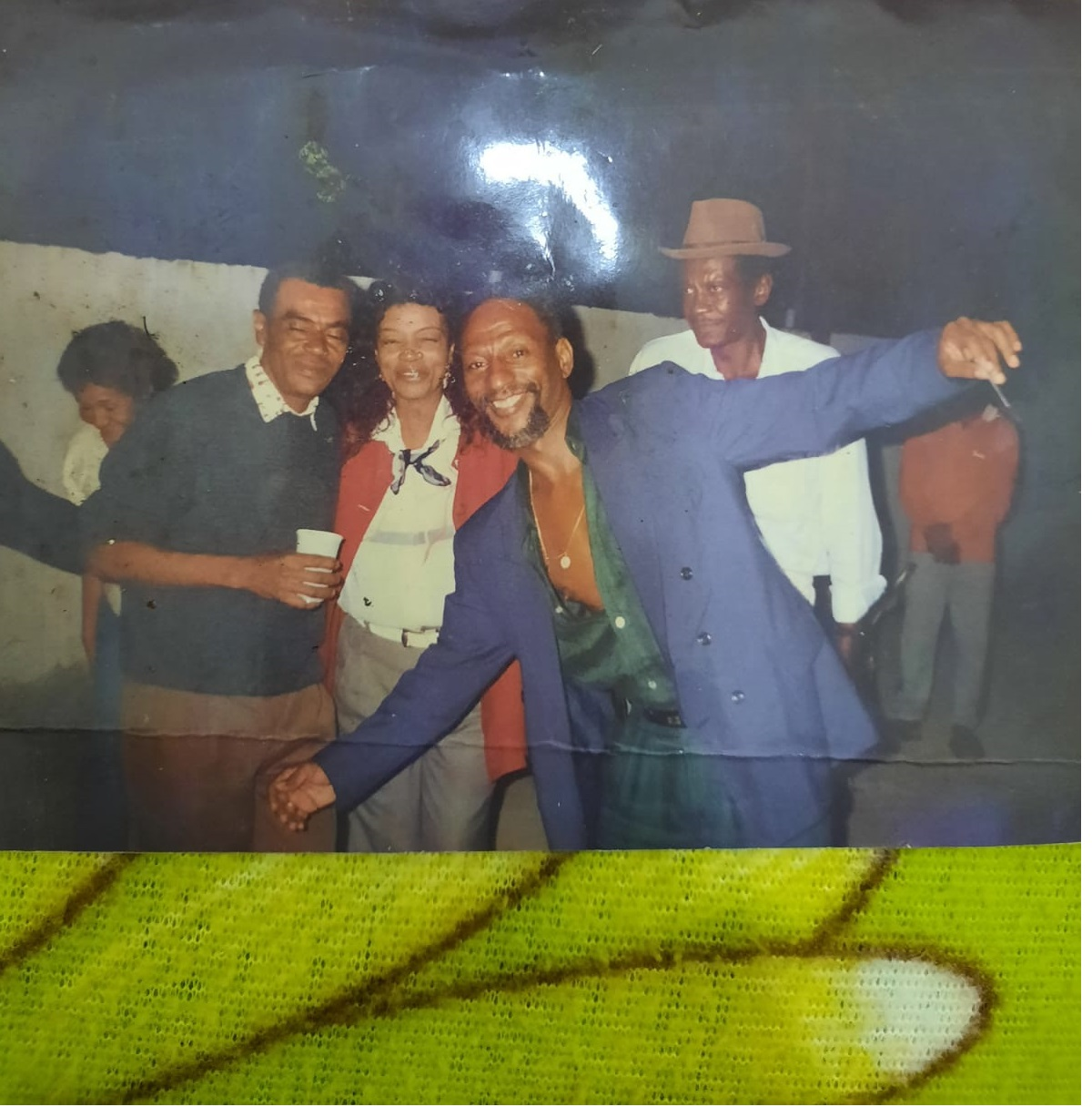
Diretores da Flor de Iguaçu, entre eles, Miranda e o cantor Jorginho da Flor.

Foi ao longo do tempo considerada uma das grandes escolas de Nova Iguaçu, tendo revelado nomes como o do cantor Jorginho da Flor. Após o falecimento de Miranda, assumiu a presidência seu marido Wilson, também lembrado como um dos grandes nomes da história da escola. Apesar de tradicional, seu CNPJ somente foi aberto no ano 2000.
Após o falecimento do presidente Wilson, em 2007, a escola entrou em decadência.
Em 2008, assumiu o comando da escola a presidente Marinalva Santos, buscando resolver os antigos problemas financeiros vividos pela entidade, que seria a segunda a desfilar no domingo de Carnaval. Com problemas nos carros alegóricos, a escola não conseguiu chegar a posicioná-los a tempo na Via Light, local dos desfiles, por isso não desfilou, sendo desclassificada.
Em 2009, foi a décima primeira e última escola a desfilar no primeiro grupo do Carnaval iguaçuano, apresentando um enredo sobre a desigualdade social, e com um samba que em seu final fazia uma referência a Barack Obama. Críticos da imprensa especializada classificaram o samba como bonito, porém afirmaram que possuía alguns clichês.
Primeira a desfilar em 2011, na terça-feira de Carnaval, a Flor do Iguaçu trouxe o Nordeste como tema de seu carnaval. Seu desfile foi considerado técnico, com destaque para a ala das baianas. Por fim, obteve a décima terceira (penúltima) colocação, o que lhe causaria o rebaixamento.
Em meados de 2011, Sidnei Soares substituiu Marinalva Santos na presidência. Com a divisão do Carnaval em duas ligas, que no final organizaram o desfile em conjunto, não houve rebaixamento, e a Flor de Iguaçu permaneceu no grupo principal por mais um ano, sendo finalmente rebaixada em 2012, ao desfilar no domingo e repetir a mesma posição do ano anterior. Após ter se ausentado do desfile de 2014, assumiu a nova diretoria eleita pela comunidade da Cerâmica: o novo presidente Ângelo Mouzinho[carece de fontes?], e como vice-Presidente Willian, Marina Luiz como tesoureira, além de Julio Cesar e Zé Luiz como secretários. A Flor de Iguaçu retomou as suas atividades, com um enredo sobre Benedita da Silva.
Desfilou pela última vez na década de 2010 pelo grupo de acesso, em 2015, quando um acidente com o carro da Palmeirinha cancelou o grupo especial daquele ano. O grupo de acesso já havia desfilado na véspera, e a Flor de Iguaçu obteve a quarta colocação entre 5 escolas de samba.
A agremiação voltou a desfilar em 2024, competindo contra blocos de rua na capital do estado. O desfile foi prejudicado por um empresário de ônibus da Cerâmica de nome Maurício, que foi contratado, mas não apareceu para levar os integrantes da agremiação para o local do desfile. 

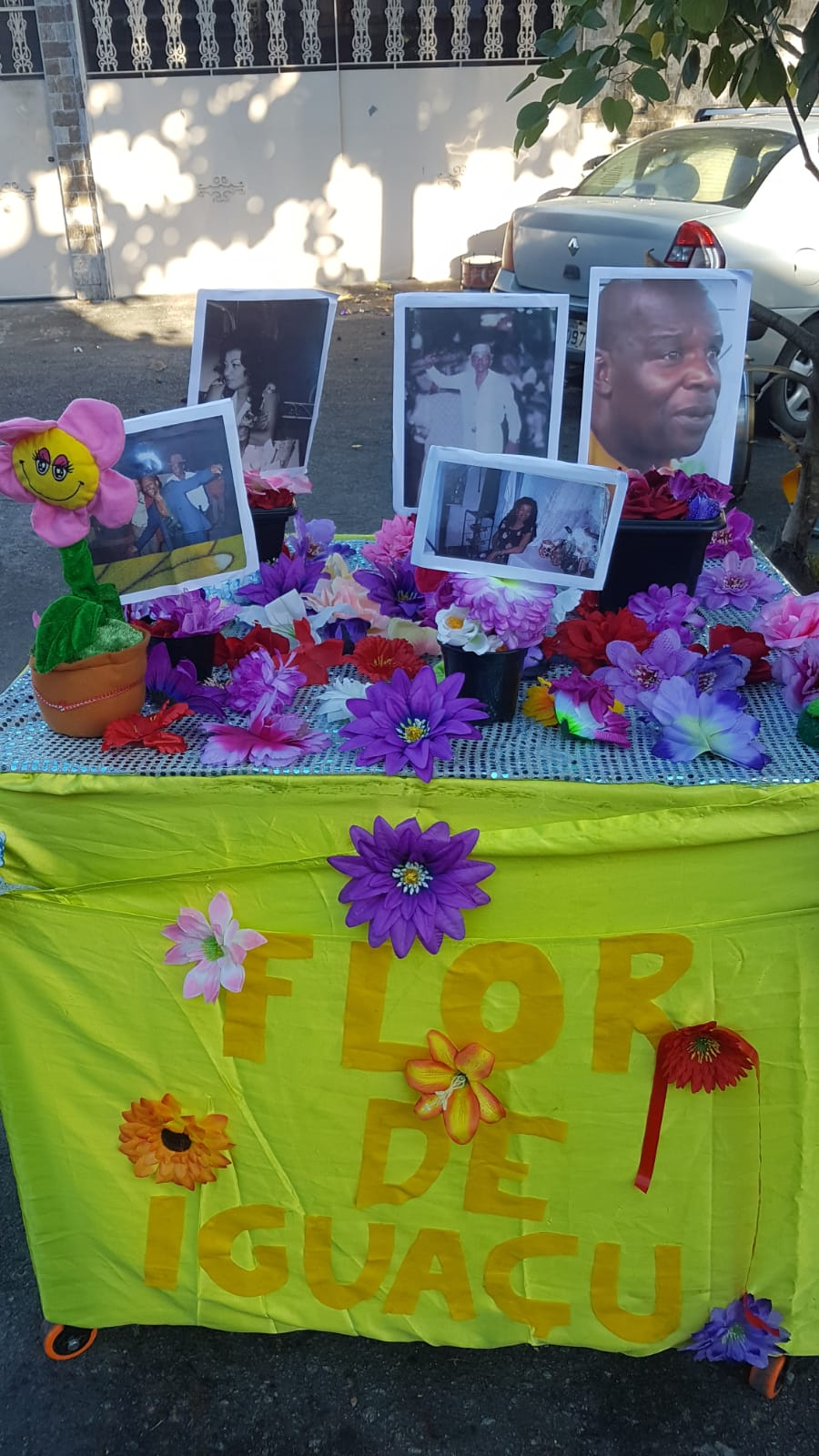
Mini-carro alegórico da Flor de Iguaçu em 2024.

## Segmentos

### Presidentes
| Nome                   | Mandato           | Ref. |
| ---------------------- | ----------------- | ---- |
| Wilson Santos da Silva | ?-?               |      |
| Marinalva Santos       | 2008-2011         |      |
| Sidnei Soares          | 2011-2014         |      |
| Ângelo Mouzinho        | 2014 - atualidade |      |

### Presidentes de honra
| Nome                                                       | Mandato           | Ref. |
| ---------------------------------------------------------- | ----------------- | ---- |
| Wilson Santos da Silva (in memoriam) Miranda (in memoriam) | ? - 2024          |      |
| Jorginho da Flor                                           | 2024 - atualidade |      |

### Patronos
| Nome                  | Mandato           | Ref. |
| --------------------- | ----------------- | ---- |
| Miranda (in memoriam) | 2024 - atualidade |      |

### Diretores
| Ano  | Diretor de Carnaval | Diretor geral de harmonia | Mestre de bateria | Ref. |
| ---- | ------------------- | ------------------------- | ----------------- | ---- |
| 2015 | Beto Santa Rita     | Hélio Veneno              | Carlinhos         |      |
| 2024 |                     |                           |                   |      |

### Coreógrafo
| Ano  | Nome   | Ref. |
| ---- | ------ | ---- |
| 2015 | Wágner |      |
| 2024 | -      |      |

### Casal de Mestre-sala e Porta-bandeira
| Ano  | Nome               | Ref. |
| ---- | ------------------ | ---- |
| 2015 | Priscila e Antônio |      |
| 2024 |                    |      |

### Corte de bateria
| Ano  | Rainha     | Madrinha     | Ref. |
| ---- | ---------- | ------------ | ---- |
| 2015 | Thati Leão | Helen Veneno |      |
| 2024 |            |              |      |

## Carnavais
| Ano                            | Colocação      | Grupo                                                   | Enredo | Carnavalesco         | Ref   |
| ------------------------------ | -------------- | ------------------------------------------------------- | --- | -------------------- | ----- |
| 2008                           | Não desfilou   |                                                         | |                      | [ 3 ] |
| 2010                           | Não desfilou   | 2-ABESNI                                                | Alegria, alegria! Sou feliz, sim, e não desisto nunca! Intérprete:Jorginho da Flor                                                                     | Bhruno Santos        | [ 1 ] |
| 2011                           | 13ºlugar       | ÚNICO                                                   | De Norte a Sul do meu Nordeste, sou Flor de Iguaçu, sou cabra-da-peste Intérprete:Jorginho da Flor                                                     | Bhruno Santos        | [ 5 ] |
| 2012                           | 14ºlugar       | ÚNICO                                                   | África: raiz, ancestral, um grito a ecoar! Intérprete:Jorginho da Flor                                                                                 | Bhruno Santos        | [ 6 ] |
| 2013                           | Sem competição | Sem competição                                          | |                      |       |
| Não desfilou em 2014           |                |                                                         | |                      |       |
| 2015                           | 4º lugar       | Acesso                                                  | Bené Benedita, Negra Mulher Intérprete:Márcio Orelha                                                                                                   | Hugo Bispo           |       |
| Não desfilou entre 2016 e 2023 |                |                                                         | |                      |       |
| 2024                           | 7º lugar       | Sambúrbio (blocos de rua do Subúrbio do Rio de Janeiro) | Do jardim da Rua Gama, continuando esta história Compositores: Marco Cabeça Branca, Rubinho do Cavaco e Jorginho da Flor. Intérprete: Jorginho da Flor | Andréa Corrêa Santos | [ 7 ] |